# Glendalough
Glendalough (magyarul: „A Két Tó Völgye") Dublintól, illetve Powerscourt-tól délre, Enniskerryn át, Laraghtól nyugatra az R-756-os út mentén, zömében romantikus hegyvidéki utszakaszokon át érhető el. Egyes megállapítások szerint Írország legvarázslatosabb helyeinek egyike. Látogatottságát nemcsak természeti szépségének köszönheti, hanem a középkori kolostoregyüttes megmaradt romjainak is.

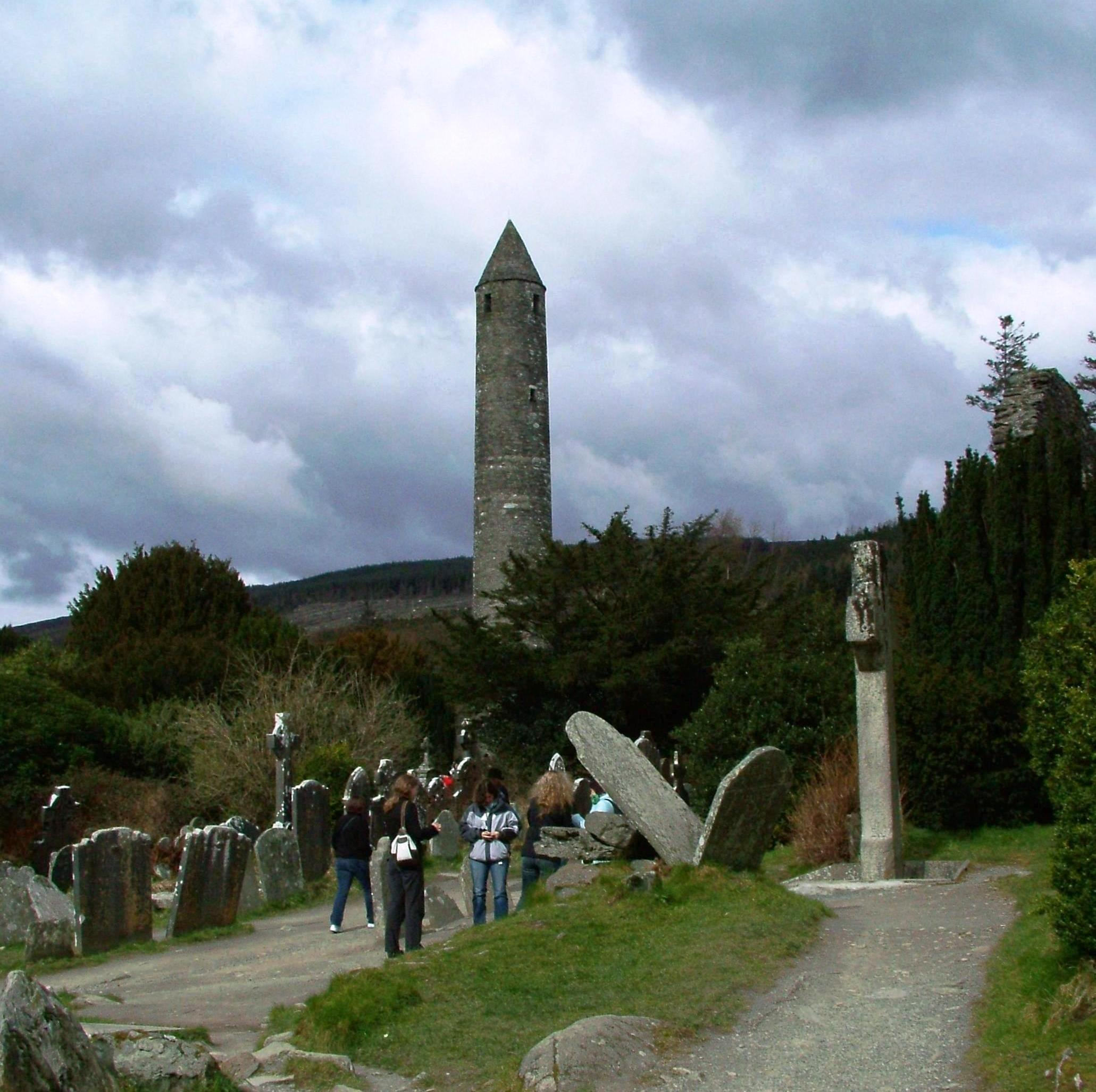
Glendalough: Kerek torony

## A monostor-együttes története

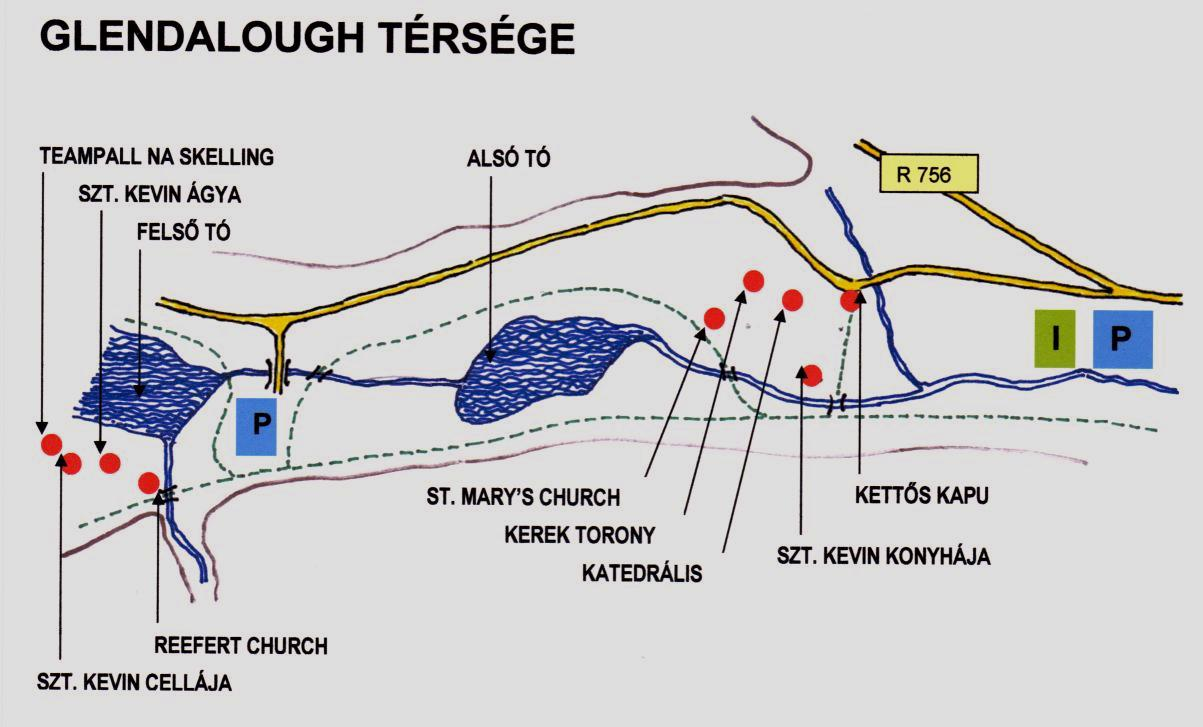
Térkép

A völgyet a leinsteri királyi családból származó Szent Kevin (498 – 618) találta elvonuló, elmélkedő helyül. A Felső-tó (Upper Lake) vize fölött egy nehezen megközelíthető barlangban húzta meg magát. A környékbeliek csakhamar csodák tudójaként tartották, s gyakran keresték, kezdeten gyógyításért, majd azért, hogy tanítványaiul szegődjenek. Szent Kevin magányát feladva megalapította Írország egyik legnagyobb hatású kolostorát.
A 6. századi alapítást követően a tanítványok száma annyira megnövekedett, hogy a Felső-tó körüli kezdetleges településről le kellett költözniük az Alsó-Tó (Lower Lake) alatti köves mezőre, s itt helyezték el a szentélyeket és más fontos épületeiket. A kolostor Európa-szerte ismertté vált tudós szerzeteseiről. A X. századig a kontinens fontos oktatóközpontjának számított, aminek a viking támadások (795-835 és 836-902 között), a helyi ír kiskirályok fosztogatásai, s végül az angolok rombolásai vetettek véget.
A szép természeti környezetben fekvő romok már a 18. századtól vonzották a „turistákat". Ezért eredeti értékeiből ma sok mindent nem láthatunk, mivel a helybéliek rögtönzött idegenvezetéseik során a faragott keresztek darabkáit, a templomok megmaradt és könnyen letörhető középkori kődíszeit pénzzé tették.  , 

## A glendaloughi romok

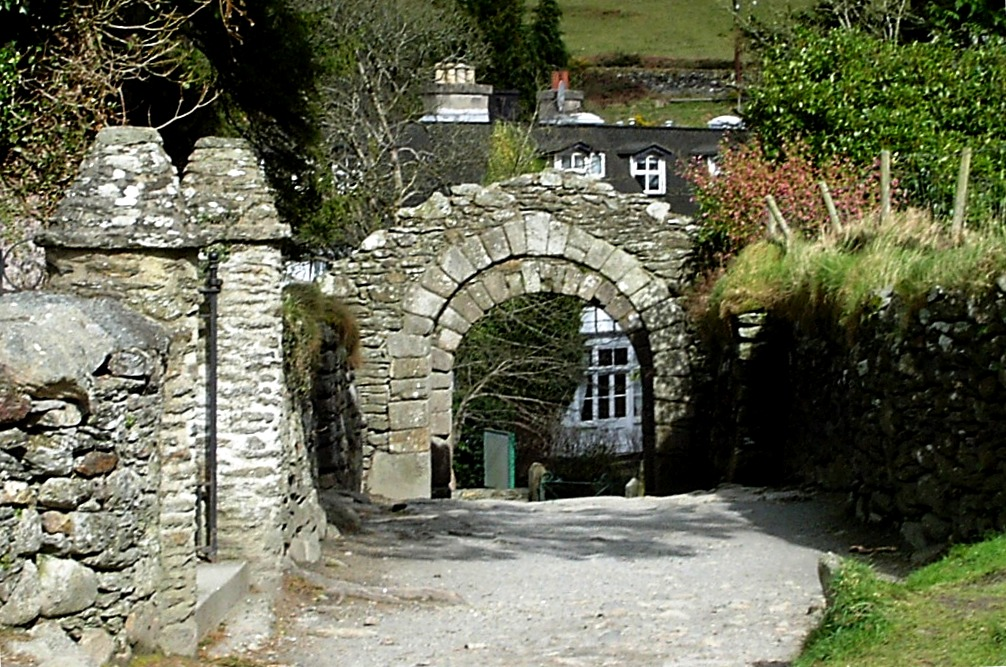
Glendalough: Bejárati kettős kapu

Ezek leglátványosabb csoportja, a templomok és a kerektorony, tehát az isteni világ mintájára épített kolostor építményei, romjai, a mai temetőkertben találhatók.

### A 13. századi kettős kapuboltozat
A régi ír-keresztény gondolkodás egyetlen épen maradt példánya Írországban. Az építők gondolkodása szerint a másvilág felosztásához kellett hasonlítania az egész kolostornak. Hitük szerint a régi emberek a külső világból előbb a vezeklők, majd a megtisztultak világába jutottak, ha beléptek ezen a kapun. A kapukon belüli térben az élet az élet Isten mennyei világának mintájára szerveződött. Ez volt a szentélyek mellett a szent emberek temetkezőhelye is. Az itt élők imával és elmélkedéssel töltötték idejük nagy részét. A köztes terület a munkájukat Istennek ajánló szerzetes mesteremberek világa volt. A kolostor ezen körzeteiben készültek a középkori ír művészet remekei. A külső kapun és falakon kívül a bűnös emberi világ volt.

### Kerektorony
Az egykori szerzetesi városhoz (kolostorhoz) közeledve már messziről mutatja az irányt. 33 méter magas, a 10. század környékén épült, idő- és vészjelző toronyként. Az ír kolostorokban létesített kerektornyokban őrséget álló szerzetes közeledő veszély alkalmával kis kézi haragjával adott vészjelzést.  Ekkor a kolostor szerzetesei – a kolostori értéktárgyakkal – bevonultak a toronyba, amelynek bejáratát (3–5 m) egy felvonható létrán érték el. A létra felvonása és az ajtó bezárása után a toronybelső a támadók számára elérhetetlenné vált. A szerzeteseket tűzzel sem tudták kifüstölni, mert az építményben kívülről semmi éghető anyagot nem találtak, még a lefedése is kúp-alakúra rakott kövekből állt.

### A katedrális

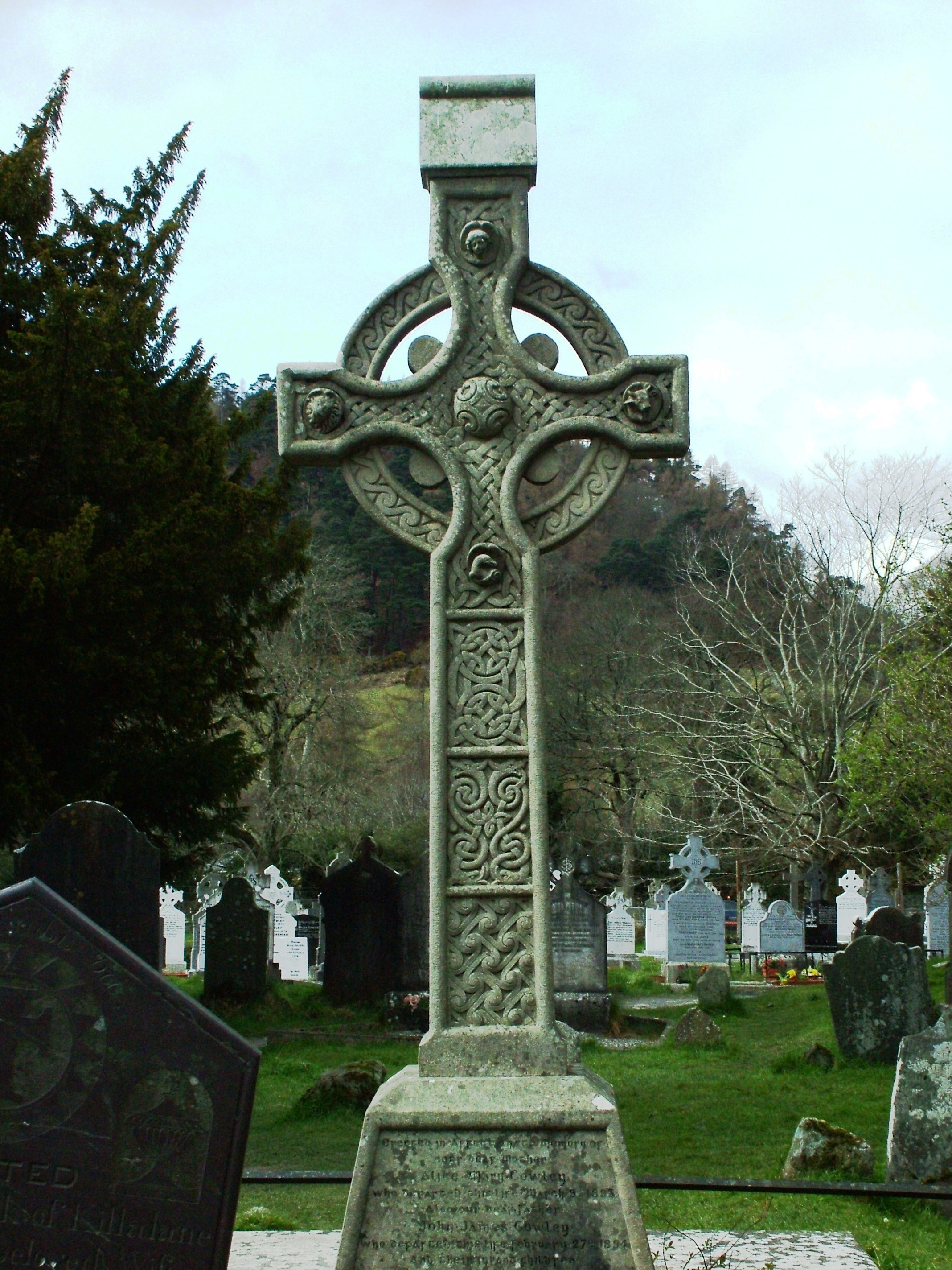
Glendalough: Nagykereszt (2.)

A kerektorony közelében áll. A 12. században nyerte el végleges formáját Egy-egy románkori faragott díszítése még ma is látható az ablakok körül. A katedrális ma lefedetlen belső terében helyben talált leletekből álló kőtár található.  , 

### Nagykeresztek
Az írországi katolikus kolostorok területén található nagykeresztek (High Cross-ok) vagy a kolostori közösség összessége részére kerültek felállításra (mint mai temetőinkben a "Mindenki Keresztje"), vagy a kolostor valamely lakójának emlékére. Az ír kolostortemetők többsége – így a glendaloughi is – temetkezési helyként továbbra is évszázadokon át fennmaradt. Ennek jeleként ma a temetőkben később – főként a 19. században – felállított keresztekkel, sőt eredeti, vagy kiérlelt újabb motívumaik egyik másik elemét felhasználó későbbi, nem túl régi, másfajta síremlékekkel is találkozunk.
1.sz.: A katedrális bejáratától délre egy masszív gránitkereszt áll. Pontos kora – dísztelensége miatt – meghatározhatatlan, de legalább ezeréves.  A keresztet a későbbi nagykeresztek arche-típusának tekintik, mivel tömör formájában a későbbiek minden szerkezeti és formai eleme megtalálható.
2.sz.: A temetőkert talán legszebb nagykeresztjének lábazatán (báziskövén) 1893-1894-es évszámot fedezhetünk fel. Három szerkezeti elemből áll: sisak, törzs és báziskő. Jó állapotában szépen mutatja a 19. sz. ír szellemiségében uralkodóvá váló romantikus hagyománytiszteletet és kultuszt. A kereszt főmotívuma összetett: a négy karján és középpontján feltűnő ötös felosztás ősi kelta-ír hitbéli tradíció: a négy evangélistát szimbolizáló állatfejek, középen mint a keresztre feszítés elvont szimbóluma, szalagdíszből alakított kereszt-elemmel. A kereszt és körelem markánsan szegélyezett mezőkre osztott, ezekben nem zsúfolt szalagfonat-motívumokkal. Az alsó második mezőben a szalagdísz négy állatfejben végződik, melynek vélhetően allegorikus jelentése van. A csonkagúla alakú báziskő felületén találhatók a feliratok.
3.sz.: A temetőkert harmadik, megemlítést kívánó kőkeresztje szintén teljes, három elemből áll: sisak, törzs és báziskő. A kereszten létesítésének ideje nem fedezhető fel, de motívumdísze alapján ugyancsak a 19. századra, esetleg annak második felére lehet következtetni.  Főmotívuma ugyancsak ötosztású. A kereszt négy végén levő mezőkben organikus növénydíszekkel, középpontjában Krisztusra utaló IHS jelzés szíj-szalagmotívummal díszített. A törzs mezőjén széles, hajtogatott szalagmotívum hull alá. A keresztet körítő kör-elem szegélyezett, de díszítés nélküli.

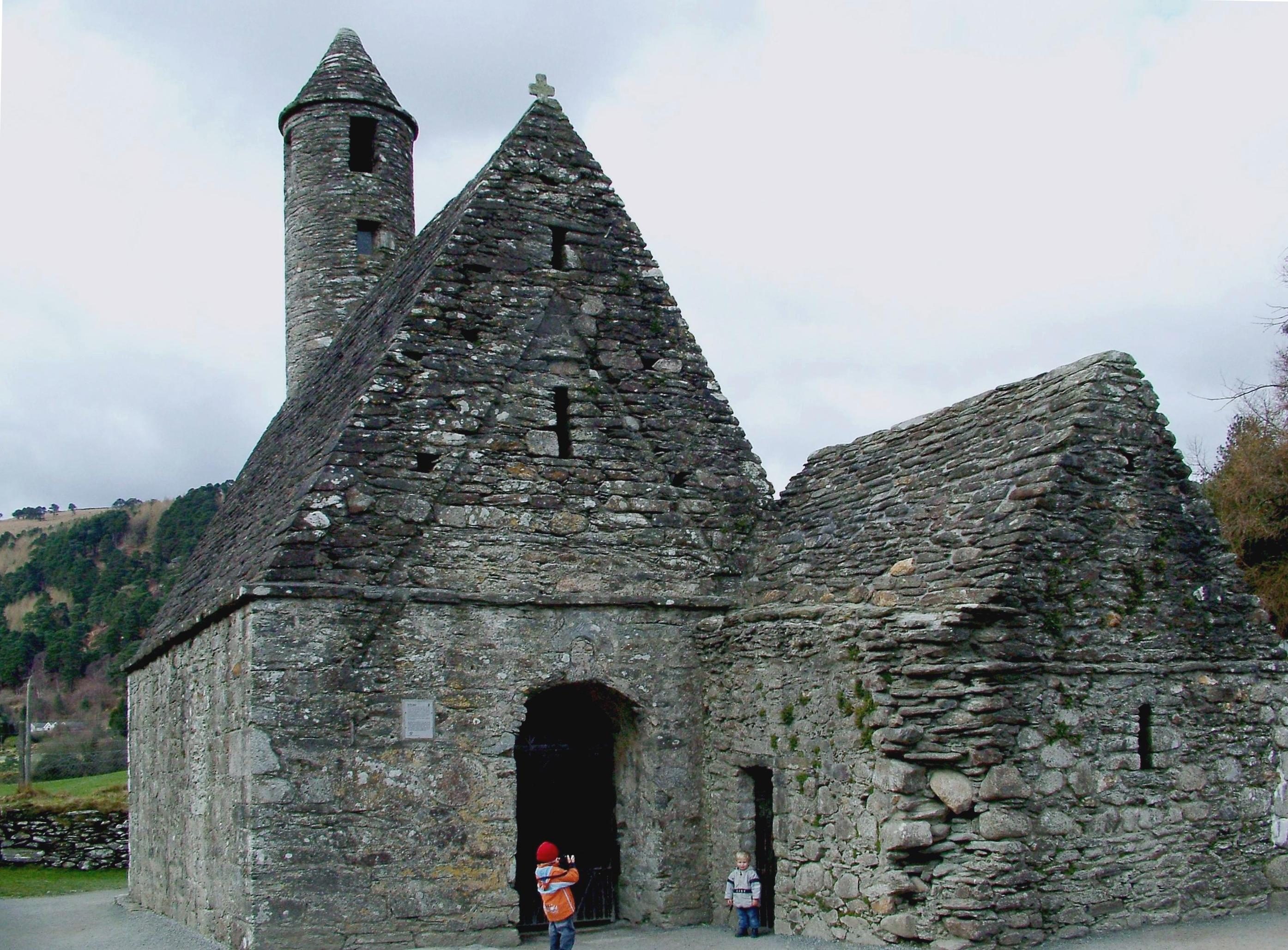
Glendalough: "Szt. Kevin Konyhája"

### St. Mary's Church
(Szűzmária-templom). A kereszttel szembeni kis templomrom a X. század előtti, egykor románkori díszítésekkel telezsúfolt díszeiből mára semmi sem látható. A kis templom romjai a temetőkert északi lejtőjén, meglehetősen elhanyagolt környezetben állnak. 

### Szent Kevin Konyhája
A Szent Kevin Konyhájának nevezett kis 11. századi templom (St. Kevin’s Church) az előző templomromtól délre levő völgylejtésben található, s ezt tartják a kolostor legkülönösebb építményének, mivel a sátortető és a kerektorony keresztezésével építették. Jó állapotban, kis előtér mellett ál, ennek keleti oldalán – vélhetően ugyancsak vallási funkciót ellátó – régi épület alapfal-maradványai találhatók.

### Múzeum
Az egykori kolostorról emlékező kiállítás lenyűgöző képet sejtet az egykori gazdagságról. Az izgalmas makettekkel és magyarázó ábrákkal-teli múzeum körül parkolók és egy pihenésre alkalmas hatalmas mező várja a látogatókat. A park felől a kettős kapun át juthatunk a kolostor egykori szent területére.

## További látványosságok
A szerzetesi városból a folyócska túlsó partján egy később kettővé váló ösvény mindkét ága az Alsó-tó partja -hegyi természetvédelmi területhez tartozik. (A domb tövében, gyakran hatalmas fák alatt, dús aljnövényzet mellett haladó kavicsos út a szebbik.) A másik, a lápos területen átvezető fa-járda csak a Felső-tó közelében fut be a fák közé.

### A Felső tó
Rendkívül szép természeti környezetben, egy völgyvonulatban található. A tó két oldalán sétautak vannak. Nyugati oldalán ős- és középkori létesítmények maradványai jelzik a terület lakottságának folytonosságát. A tóhoz kiépített közút vezet, elég nagy partkolóval végződve. Mellette a védett természetvédelmi területet ismertető bemutatóház található. ,   ,  ,

### Az Alsó Tó
A kolostorterülettől nyugatra elhaladó patak bővületeként díszíti a tájat. Mellette két oldalán gyalogösvény halad.  , 

### Poulnass-Vízesés
A domb alatti déli ösvényen a Felső-tó első látványossága.  , 

### Reefert templom
Romja a vízesés közelében áll, a 10. század környékén épült. Neve a Righ Fearta (Királysír) kifejezésből származik. Fölötte a domboldalban található kis méhkas alakú kunyhó maradványairól azt tartják, hogy Szent Kevin lakóhelye volt.

### Teampallna-Skellig
(Kőszáli templom) A templomrom a tóparton, nehezen megközelíthető helyen áll. A tó fölötti barlang, melyet Kevin ágyának neveztek el, eredetileg bronzkori temetkezési helyül szolgálhatott, majd később a kelták Cernunnos (az agancsos természetisten)kultuszának helyszíneként használhatták.(A helyhez fűződő vallásos hiedelmek továbbélése jól tükrözi az ír kereszténységnek a korábbi helyi vallási rítusokkal való összeérését, a szellemi lét időtlen folytonosságát.) 

### Egy régi gyűrűvár maradványai
A tó melletti sík részen láthatók, a közelében hajdan dús faragványokkal díszített kőkeresztek lecsupaszított csonkjai állnak.

### „Wicklow Way”
A glendaloughi-völgy fölé magasodó dombokon a hangával és áfonyával benőtt fennsíkokon jó gyalogösvények futnak. A helyet érinti a dublini Marley-parkból induló, öt-hatszáz méter magas hegyeket érintő, 130 kilométer hosszú túraútvonal is. A Felső-tó 20 ezer hektáros környéke nemzeti park.  , 

### Wicklow Gap”
(Wicklowi szoros) A Glendalough közúti megközelítését biztosító R 755 és az ennek folytatását képező R 756-os út egy viszonylag szűk, vad komorságában is lélegzetelállító völgyvonulattal keresztülvágja a Wicklow-hegységet.  ,  Ennek az útnak egy vízválasztó pontján kialakított parkoló- és kilátóteraszról tárul fel a kiterjedt felföldi tőzegláp-mező, körülvéve a két hegyvonulat kőmezős oldalaival. A terület völgymélyi vonalán végigvezet az előzőkben említett túraútvonal (ezt a szakaszát Szt. Kevin Útjá-nak nevezik).